# ムーディーズ
ムーディーズ (Moody's Corporation) は、アメリカの民間企業で、米大手債券の格付け機関業務を行っている。スタンダード&プアーズ (S&P) と並ぶ2大格付け会社の一つで、企業や債券などの信用力を調査し、信用格付けを行っている。主に債券の発行会社から格付け手数料収入を得て、格付けを行っている。

## 概要
ジョン・ムーディー (John Moody)によって1900年に設立され、1909年から格付けを行っている。現在ではアメリカだけでなくヨーロッパや日本、オーストラリアでも格付けを行い、世界の格付けの40%のシェアを持っており、ニューヨーク証券取引所に上場している。ウォーレン・バフェットはムーディーズの大株主である。
ムーディーズでは、米国金融危機の原因の一端であるサブプライムローン関連債権やCDO（債務担保証券）などに、最上級であるトリプルAなど高い格付けを行っていた。それらをわずか数日で一挙にジャンク格にまで格下げを行った事で市場に大混乱をもたらした。また格付けの対象である債券発行側から手数料収入を得て格付けを行っているという構造なども問題になり、金融危機を引き起こした原因の一角として米国公聴会が開かれ格付け機関の責任が問われる事態となった。

## 格付け
世間では最高位格付けをAAA（トリプルＡ）と称する事が多いが、これはスタンダード&プアーズ社の長期発行体格付け記号である。ムーディーズの長期債務格付けの最高位はAaaとなる。BBB、CCCに相当する記号も二番目以降の文字はaで、Baa、Caaとなる。またS&P社では、AAからCCCまでのランクに対して＋及び－の記号を付加する事で3段階（例えばAAならば、AA+、AA、AA-）に細分化するが、ムーディーズの場合はAaからCaaまでのランクに対して1,2,3の数字を付加（1の方が格付けは上）して3段階に細分化する。
ムーディーズの格付け記号を最上位から並べると次のようになる。
Aaa,Aa1,Aa2,Aa3,A1,A2,A3,Baa1,Baa2,Baa3,Ba1,Ba2,Ba3,B1,B2,B3,Caa1,Caa2,Caa3,Ca,C
ムーディーズは2008年9月のリーマン・ショック以前にリーマン・ブラザーズに対してA3と格付けしていた。格付けが引き下げられたのは、リーマン・ブラザーズが破綻した後でB3に変更された。これ以降、ムーディーズの格付けの信用は失墜し影響力は低下している。
ムーディーズは2014年12月1日、日本国債の格付けを従来のAa3から、上から5番目のA1へ1段階引き下げたと発表した。この格付けは中国や韓国を下回り（2017年には中国もA1に引き下げた）、イスラエルやチェコ、オマーンなどと同水準である。消費税再増税の延期によって、中期的な財政赤字を削減する目標の達成に不確実性が高まったと判断したという。
ムーディーズは格付けは安定的であるとし、その理由として、「A1の格付けは、規模が大きく多様な経済、強固な対外支払いポジション、非常に強い制度の頑健性など極めて高い政府の信用力を反映している。日本政府がどのような課題に直面している状況であれ、日本は高い信用力を維持しており、経済力は「強い」、イベント
リスクに対する感応性は「低い」。日本は過去20年間にわたり、世界的にも極めて低い名目金利で財政赤字がまかなわれており、政府が外部資金に依存しなくとも、民間部門の黒字は依然として財政赤字を十分にまかなわれている。さらに果断で実行力のある中央銀行の存在を含む制度、構造の頑強性が資金調達上の優位性を支えており、格付けの見通し期間においてそれが損なわれるとは極めて考えにくい。」としている。

## ムーディーズ・インベスターズ・サービス
ムーディーズ・インベスターズ・サービスは、ムーディーズにおける債券の格付けを主な仕事とする会社で、多岐に渡る会社の伝統的なビジネスと歴史的ある名前を評している。
ムーディーズ・インベスターズ・サービスの格付けは、有価証券における債券市場の中の、公債と手形割引に関する、多数の市場セグメントに関するものである。
これらの中には国債、地方債、社債があり、これらに投資をするマネー・マーケット・ファンドや、債券ファンド、ヘッジファンド、銀行や非金融会社等の金融機関、仕組み金融における資産種類も存在する。
ムーディーズ・インベスターズ・サービスの競合他社は、S&P グローバル・レーティングやフィッチ・レーティングスがある。これらは時にビッグ3と呼ばれる格付け機関である。
ムーディーズ・インベスターズ・サービスと競合他社は、銀行等の信用分析や、他の金融機関。特に証券における信用リスクのグローバルな市場でのキープレイヤーである。
ムーディーズによると、格付けの目的は、”投資家への将来における証券の信用力を測定することによって、変化する単純なシステムを提供する”ことにある。

## ムーディーズ・インベスターズ・サービスの信用格付け表
| ムーディーズ信用格付け | ムーディーズ信用格付け                                                                     | ムーディーズ信用格付け                                       |
| 投資適格               | 投資適格                                                                                   | 投資適格                                                     |
| 格付け                 | 長期格付け                                                                                 | 短期格付け                                                   |
| ---------------------- | ------------------------------------------------------------------------------------------ | ------------------------------------------------------------ |
| Aaa                    | 最高評価で最も信用リスクが低い格付け                                                       | 第-1 短期債務を返済する最も優れた能力                        |
| Aa1                    | 高い評価でとても信用リスクが低い格付け                                                     | 第-1 短期債務を返済する最も優れた能力                        |
| Aa2                    | 高い評価でとても信用リスクが低い格付け                                                     | 第-1 短期債務を返済する最も優れた能力                        |
| Aa3                    | 高い評価でとても信用リスクが低い格付け                                                     | 第-1 短期債務を返済する最も優れた能力                        |
| A1                     | 中上位格で信用リスクの低い格付け                                                           | 第-1 短期債務を返済する最も優れた能力                        |
| A2                     | 中上位格で信用リスクの低い格付け                                                           | 第-1/第-2 最も良質で、短期負債を返済できる高い能力がある     |
| A3                     | 中上位格で信用リスクの低い格付け                                                           | 第-1/第-2 最も良質で、短期負債を返済できる高い能力がある     |
| Baa1                   | 中位の格付けで, 不確定要素と中位の信用リスクがある.                                        | 第-2 短期負債を返済できる高い能力がある                      |
| Baa2                   | 中位の格付けで, 不確定要素と中位の信用リスクがある.                                        | 第-2/第-3 短期負債を返済できる受容力、もしくは高い能力がある |
| Baa3                   | 中位の格付けで, 不確定要素と中位の信用リスクがある.                                        | 第-3 短期負債を返済できる受容力                              |
| 投機適格               |                                                                                            |                                                              |
| 格付け                 | 長期格付け                                                                                 | 短期格付け                                                   |
| Ba1                    | 著しい信用リスクと投機的要素があると判断される                                             | 適格無し 主要なカテゴリにはいずれも属さない                  |
| Ba2                    | 著しい信用リスクと投機的要素があると判断される                                             | 適格無し 主要なカテゴリにはいずれも属さない                  |
| Ba3                    | 著しい信用リスクと投機的要素があると判断される                                             | 適格無し 主要なカテゴリにはいずれも属さない                  |
| B1                     | 高い信用リスクと投機として判断される                                                       | 適格無し 主要なカテゴリにはいずれも属さない                  |
| B2                     | 高い信用リスクと投機として判断される                                                       | 適格無し 主要なカテゴリにはいずれも属さない                  |
| B3                     | 高い信用リスクと投機として判断される                                                       | 適格無し 主要なカテゴリにはいずれも属さない                  |
| Caa1                   | 貧しい品質で高い信用リスクとして格付け.                                                    | 適格無し 主要なカテゴリにはいずれも属さない                  |
| Caa2                   | 貧しい品質で高い信用リスクとして格付け.                                                    | 適格無し 主要なカテゴリにはいずれも属さない                  |
| Caa3                   | 貧しい品質で高い信用リスクとして格付け.                                                    | 適格無し 主要なカテゴリにはいずれも属さない                  |
| Ca                     | 非常に高い投機要素があり、デフォルトに近い可能性があるが、元本と利息を回収できると判断する | 適格無し 主要なカテゴリにはいずれも属さない                  |
| C                      | 最低な品質と常にデフォルトのリスクがあり、低い確率で元本と利息を回収できると格付けられる   | 適格無し 主要なカテゴリにはいずれも属さない                  |

## ムーディーズ・アナリティクス
ムーディーズ・アナリティクスは、ムーディーズの子会社で、2007年に設立されており、格付けが事業目的ではない。
ムーディーズ・アナリティクスは、経済調査をしており、信用分析、パフォーマンス管理、リスクのモデル化、構造分析、金融リスク管理が主な業務となる。
独占経済モデルやソフトウェアツールを含むコンサルティングや、金融サービスセクターの為のプロ訓練も同様に行っている。特に金融リスクの管理が主である。
1995年にビジネスとして定量分析サービスを提供し始め、ムーディーズ・リスク管理サービス（MRMS）という名称で、信用リスク管理ソフトやサービスがあり、
1900年の後半から2000年代に、その顧客とビジネスを拡大させ、パートナーシップを獲得してきた。 

## ムーディーズ・ファンデーション
2002年にムーディーズ・コーポレーションは、慈善プログラムを作り、会社名をムーディーズ・ファンデーションとした。目的は数学、経済、金融の教育にある。
組織は501（ｃ）で非営利で国際的な、認可された学校や政府的な組織を提供すること。
2006年以降、主なプログラムは”ムーディーズ・メガ・マス・チャレンジ”。生徒は”工業と数学の為の社会（SIAM）”と共に共催された学術的なチャレンジをしていき、
高校生で作られた数百のチームで、定量分析や、社会保障のような現実的な社会問題を解決する為のモデルを作っていく事にあった。
 Since 2010

## ムーディーズ・リサーチ・ラボ
ムーディーズ・リサーチ・ラボは、特別な金融リスクモデルやリスク分析を研究開発するインキュベーターである。
代表はロジャー・ステイン。
2011年3月、ムーディーズ・アナリスティックは、ムーディーズ・リサーチ・ラボによって開発されたソフトウェアプログラムをリリース。（モーゲージ・ポートフォリオ・アナライザー）
信用リスクを管理するポートフォリオ・マネージャーを助けるソフトウェアであった。
2012年2月、ムーディーズ・リサーチ・ラボは解散した。